# Leslie Hendrix
Leslie Hendrix (São Francisco, 5 de junho de 1960) é uma atriz americana. Ela é mais conhecida por interpretar o papel da médica legista Elizabeth Rodgers em quatro séries Law & Order (Law & Order, Law & Order: Special Victims Unit, Law & Order: Criminal Intent e Law & Order: Trial by Jury).